# Bångmossens naturreservat
Bångmossens naturreservat är ett naturreservat i Uppsala kommun i Uppsala län.
Området är naturskyddat sedan 2020 och är 57 hektar stort. Reservatet ligger nordväst om Bälinge och består av tallmossar med högväxta tallar  omgivna av gammal barrskog och flera mindre sumpskogar. Intill mossen finns även öppna myrmarker som breder ut sig mot sjön Bången.